# Morten Frost
Morten Frost Hansen (født 4. april 1958, Nykøbing Sjælland) er dansk badmintonspiller.
Han vandt i karrierens løb stort set alle turneringer, blandt andet:
- All England i 1982, 1984, 1986, 1987
- EM: 1984, 1986
- Nordisk mesterskab: 1978, 1979, 1980, 1981, 1982, 1983, 1984, 1988.
- Denmark Open: 1980, 1981, 1982, 1983, 1984, 1985, 1986, 1988.

Pudsigt nok lykkedes det ham "kun" at vinde sølv til verdensmesterskabet.
Morten Frost spillede på det danske landshold fra 1976-1991 og fik siden stillingen som dansk landstræner.
Morten Frosts søn Kristian Frost er squashspiller, og spiller for Kolding KFUM i Elitedivisionen som er landets bedste squashrække.
Morten Frost var selv træner for unge talenter i Århus og for Århus Elite badminton. Han selv spiller ikke så meget badminton mere, men han gør meget i at løbe og har flere gange løbet maraton.